# Municipio de Cauthron (condado de Scott)
El municipio de Cauthron (en inglés: Cauthron Township) es un municipio ubicado en el condado de Scott en el estado estadounidense de Arkansas. En el año 2010 tenía una población de 160 habitantes y una densidad poblacional de 2,92 personas por km².

## Demografía
Según el censo de 2010, había 160 personas residiendo en el municipio de Cauthron. La densidad de población era de 2,92 hab./km². De los 160 habitantes, el municipio de Cauthron estaba compuesto por el 85 % blancos, el 6,25 % eran amerindios, el 5 % eran asiáticos y el 3,75 % eran de una mezcla de razas. Del total de la población el 0 % eran hispanos o latinos de cualquier raza.